# Фанерний провулок (Київ)
Фане́рний прову́лок — провулок у Дніпровському районі міста Києва, у межах житлового масиву Соцмісто. Пролягає від Березневої вулиці до Фанерної вулиці.

## Історія
Фанерний провулок виник у 50-і роки XX століття під назвою Нова вулиця. Сучасна назва — з 1958 року.